# 新日鉄前駅
新日鉄前駅（しんにってつまええき）は、愛知県東海市東海町にある名鉄常滑線の駅。駅番号はTA08。

## 歴史
1912年（明治45年）、愛知電気鉄道の伝馬駅 - 大野駅間の開通と同時に、「加家駅」として開業した。その後、愛知電気鉄道と名岐鉄道の合併により名古屋鉄道の駅となる。加家駅は1944年（昭和19年）に休止となった。
上野町・横須賀町（現：東海市）の地先に誘致された東海製鐵（現：日本製鉄名古屋製鉄所）の銑鋼一貫工場の完成を前にした1964年（昭和39年）8月、加家駅を「東海製鉄前駅」に改称する形で再開した。その後、製鉄会社の社名変更に合わせて、度々駅名が変わっている。しかし、2012年10月に新日本製鐵と住友金属工業が合併し新日鐵住金が発足、さらに2019年4月には新日鐵住金が日本製鉄へと社名変更したが、これらに伴う駅の改称は行われていない。

### 年表
- 1912年（明治45年）2月18日 - 愛知電気鉄道の加家駅として開業[1][2]。
- 1935年（昭和10年）8月1日 - 名岐鉄道への合併により名古屋鉄道が発足し[6]、同社の駅となる。
- 1944年（昭和19年） - 休止[3]。
- 1964年（昭和39年）8月17日 - 東海製鉄前駅として復活[3]。
- 1967年（昭和42年）8月1日 - 東海製鐵が富士製鐵に合併したことに伴い、富士製鉄前駅に改称[3]。
- 1970年（昭和45年）3月31日 - 富士製鐵と八幡製鐵が合併し新日本製鐵に社名を変更したのに伴い、新日鉄前駅に改称[3]。
- 1982年（昭和57年） - 跨線橋新設[7]。
- 2002年（平成14年）3月21日 - 無人化[8]。駅集中管理システム導入。
- 2005年（平成17年）1月15日 - トランパス導入。
- 2011年（平成23年）2月11日 - ICカード乗車券「manaca」供用開始。
- 2012年（平成24年）2月29日 - トランパス供用終了。

## 駅構造
6両編成対応の相対式2面2線ホームの地上駅で、駅員無配置駅。駅集中管理システム（管理駅は太田川駅）が導入されている。駅舎は名古屋方面ホームに面しており、反対側のホームへは跨線橋で連絡している。エレベーターなどはないため車椅子を利用して太田川方面へ行く場合、一旦名古屋方面の列車で近くの駅まで行ってから折り返し乗車となる。
| 番線 | 路線      | 方向 | 行先                         |
| ---- | --------- | ---- | ---------------------------- |
| 1    | TA 常滑線 | 下り | 中部国際空港・河和・内海方面 |
| 2    | TA 常滑線 | 上り | 金山・名鉄名古屋方面         |

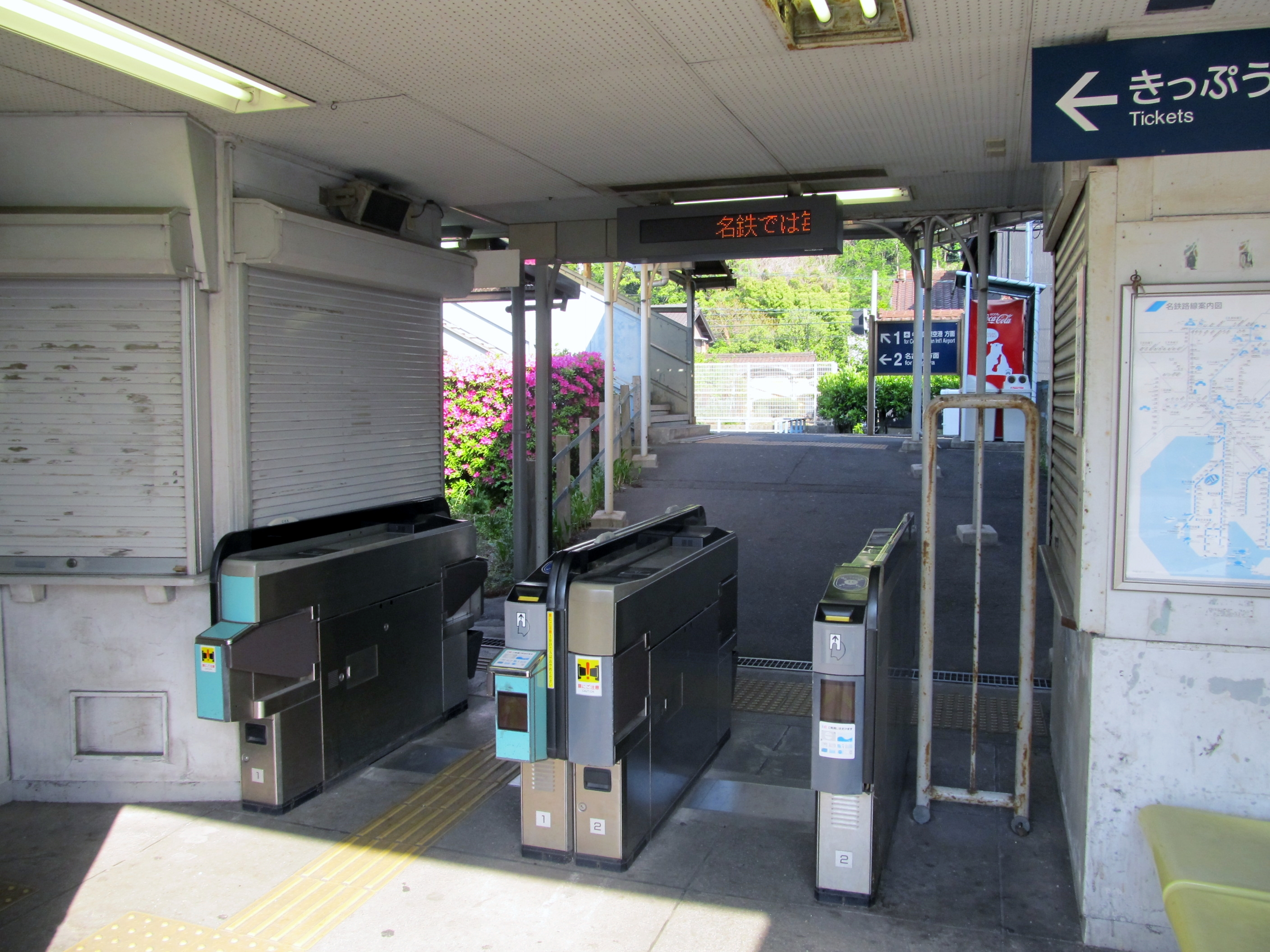
改札口
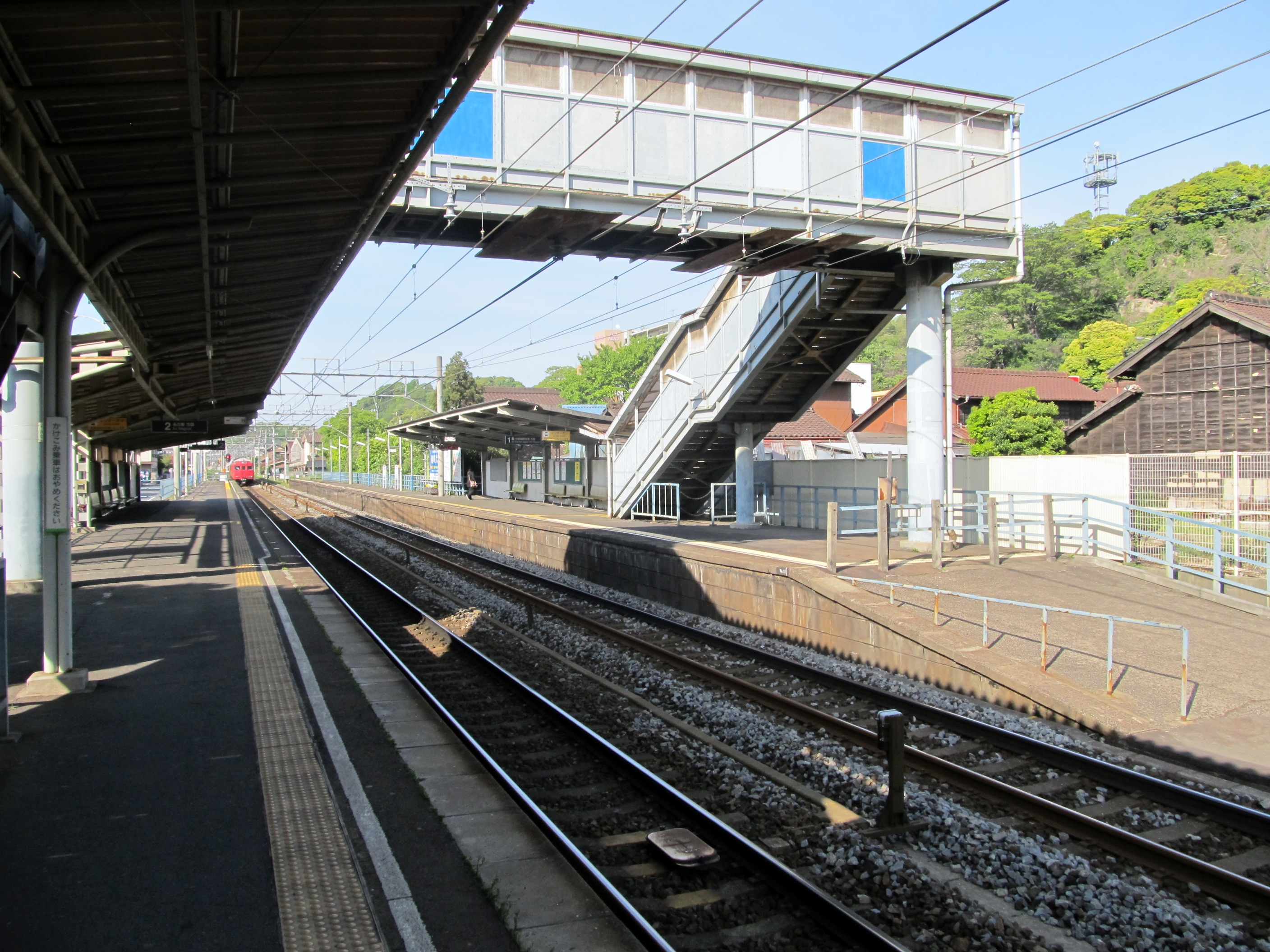
ホーム
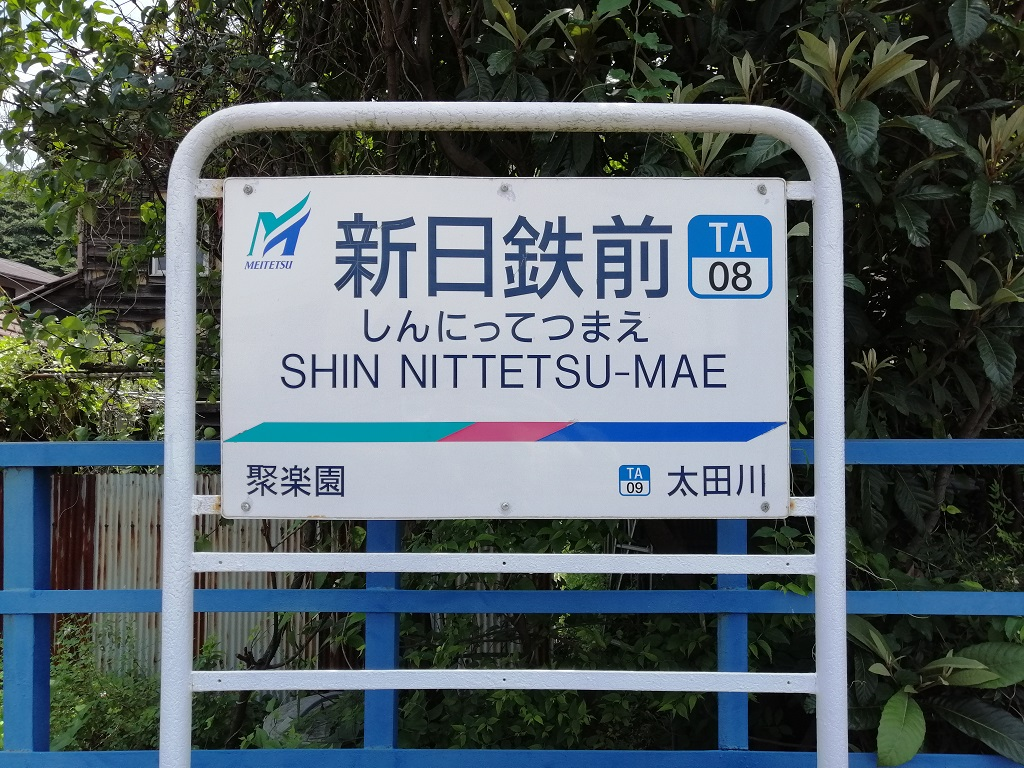
駅名標

### 配線図
| ← 神宮前・ 名古屋方面 | 新日鉄前駅 構内配線略図 | → 太田川・ 常滑方面 |
| 凡例 出典:            |                         |                     |

## 利用状況
- 『名鉄120年：近20年のあゆみ』によると2013年度当時の1日平均乗降人員は1,925人であり、この値は名鉄全駅（275駅）中185位、常滑線・空港線・築港線（26駅）中19位であった[12]。
- 『名古屋鉄道百年史』によると1992年度当時の1日平均乗降人員は3,035人であり、この値は岐阜市内線均一運賃区間内各駅（岐阜市内線・田神線・美濃町線徹明町駅 - 琴塚駅間）を除く名鉄全駅（342駅）中142位、常滑線・築港線（24駅）中18位であった[13]。

「東海市の統計」、「移動等円滑化取組報告書」によると、近年の1日平均乗降人員は下表のとおりである。 
| 年度               | 1日平均 乗降人員 |
| ------------------ | ---------------- |
| 2009年（平成21年） | 1,994            |
| 2010年（平成22年） | 1,889            |
| 2011年（平成23年） | 1,962            |
| 2012年（平成24年） | 1,913            |
| 2013年（平成25年） | 1,925            |
| 2014年（平成26年） | 1,775            |
| 2015年（平成27年） | 1,894            |
| 2016年（平成28年） | 1,932            |
| 2017年（平成29年） | 1,889            |
| 2018年（平成30年） | 2,016            |
| 2019年（令和元年） | 2,080            |
| 2020年（令和02年） | 1,446            |

かつては、内海方面へ向かう急行が朝1本のみ特別停車していた時期があったが、現在は消滅している。

## 駅周辺

### 主な施設
- 日本製鉄名古屋製鉄所
- 鯱バス東海営業所
- 製鉄公園
- 大池公園
- 星城大学
- 西知多産業道路加家インターチェンジ
- 加家公園

### 路線バス
- 東海市循環バス
  - 北ルート「新日鉄前駅前」停

## 隣の駅
名古屋鉄道
TA 常滑線
□ミュースカイ・■特急・□快速急行・■急行・■準急
通過
■普通
聚楽園駅（TA07） - 新日鉄前駅（TA08） - 太田川駅（TA09）

## その他
- 旧・新日本製鐵およびその後継会社である新日鐵住金では社名に旧字体（鐵）が使用されているが、当駅は1970年の現名改称時より新字体（鉄）を使用している。
- かつては工場への通勤客に対応するため、急行や準急がごくわずかに特別停車していたが現在の通常ダイヤでは普通のみ停車する。
- 毎年8月に実施される「東海まつり花火大会」開催時には、夕時間帯一部準急・急行が当駅に臨時停車する。
- 日本製鉄名古屋製鉄所の公式ウェブサイトでは、アクセス方法として当駅ではなく隣の名鉄太田川駅、もしくはJR東海・東海道本線の大府駅からのタクシー利用を紹介している。